# British Comedy Awards 2004
La XV edizione dei British Comedy Awards si tenne nel 2004 e venne presentata da Jonathan Ross.

## Vincitori
- Miglior commedia televisiva esordiente - Nighty Night
- Miglior commedia televisiva - Little Britain
- Miglior commedia cinematografica - School of Rock
- Miglior commedia drammatica - Doc Martin
- Miglior programma di intrattenimento comico - Ant & Dec's Saturday Night Takeaway
- Miglior serie comica internazionale - I Simpson
- Miglior attore in una commedia televisiva - Matt Lucas e David Walliams
- Miglior attrice in una commedia televisiva - Caroline Quentin
- Miglior debutto in una commedia televisiva - Catherine Tate
- Miglior personalità di intrattenimento comico - Ant & Dec
- Premio scelta del pubblico - Little Britain
- Scrittore dell'anno - Ricky Gervais e Stephen Merchant
- Premi alla carriera - Matt Groening, French e Saunders